# Plinio Petrozzi
Plinio Petrozzi (Tricesimo, 30 giugno 1927 – 3 ottobre 1966) è stato un calciatore italiano, di ruolo attaccante.

## Carriera
Dopo aver militato nella squadra del suo paese, il Tricesimo, passa nel 1949 alla Triestina dove disputa tre stagioni nel campionato di Serie A, realizzando in tutto 9 reti. Nel 1952 viene ceduto al Siracusa, in Serie B.